# Hawłowice Dolne
Hawłowice Dolne – część wsi wieś Hawłowice w Polsce, położona, w województwie podkarpackim, w powiecie jarosławskim, w gminie Pruchnik.
Leży w zachodniej części Hawłowic.

## Historia
Dawniej samodzielna wieś i gmina jednostkowa w powiecie jarosławskim Królestwa Galicji i Lodomerii. W II RP już nie figuruje jako samodzielna gmina, lecz jako część gminy Hawłowice. Od 1934 w zbiorowej gminie Pruchnik Miasto.